# Formula e pagëzimit
Formula e pagëzimit (pol. formuła chrztu) – najstarszy odkryty dokument napisany w języku albańskim. Oryginalny tekst brzmi "Un'te paghesont' pr'emenit t'Atit e t'Birit e t'Spirit Senit" co w języku polskim znaczy "Ja ciebie chrzczę w imię Ojca i Syna, i Ducha Świętego". Dokument ten datowany jest na 1462 rok.
Formula e pagëzimit odkryty został w 1915 r. przez rumuńskiego historyka i krytyka literackiego Nicolae Iorga w Bibliotece Laurenziana (Florencja), gdzie przechowywany jest do dziś.